# Marcus Nyman
Marcus Victor Jan Nyman (ur. 14 sierpnia 1990 w Sztokholmie) – szwedzki judoka, olimpijczyk, mistrz Europy.
Największym sukcesem zawodnika jest złoty medal mistrzostw Europy z Wiednia (2010) w kategorii do 90 kg, pokonując w finale Gruzina Warlama Lipartelianiego. Rok później, w Stambule, zdobył brązowy medal mistrzostw Europy.